# 卵梭螺亞科
卵梭螺亞科，又名海兔螺亞科或梭螺亞科，是寶螺總科梭螺科之下一個現生的海洋腹足纲软体动物的亞科。本亞科同時有捕食性及寄生性的海螺物種。

## 型態描述
卵梭螺亞科物種的螺殻通常有卵形、披針形或梨形。
終其一生，其螺殻都被外套膜完全覆蓋。本亞科物種的外套膜一般都帶有亮麗的色彩，反而其螺殻本身卻是淨白色，儘管亦有些物種帶有粉紅、甚或紅色的螺殻。這些都可以輕易在牠們的相片中發現。

## 棲息地
卵梭螺亞科物種一般寄生在珊瑚纲物種（刺胞動物門）之上，並以珊瑚蟲的息肉和組織等外部組織為食。在這種環境下，相關物種一般都會演化成無論在大小、形狀和顏色都與寄住物種相近，好讓牠們可以偽裝成珊瑚的一部分。

## 分類學
整個梭螺科的物種分類從19世紀開始，在20世紀及21世紀都經歷過多次重新分類，這亦影響到梭螺亞科之下的分類單元(Shilder 1932, Allan 1956, Cate 1973, Fehse 2001)。
歷史上，梭螺科物種可分為兩大亞科：卵梭螺亞科（Ovulinae）及菱角螺亞科（Volvinae），但這種簡單的二分法早已不再適用。

### 2005年分類
2005年《布歇特和洛克羅伊的腹足類分類》將梭螺科歸類為玉黍螺類支序之下的寶螺總科的成員，而卵梭螺亞科亦是梭螺科之下五個亞科之一。

### 2007年分類
Fehse (2007)的文獻列出梭螺科包括下列各個亞科，當中亦包括卵梭螺亞科：
- Prionovolvinae Fehse, 2007
- Simniinae Schilder（英语：Franz Alfred Schilder）, 1925
- 卵梭螺亞科 Ovulinae Fleming（英语：John Fleming (naturalist)）, 1828
- Aclyvolvinae Fehse, 2007

至少有一位研究員表示這個分類仍然有很多地方可以繼續努力，特別是卵梭螺亞科物種。

### 2017年分類
梭螺亞科是梭螺科六個亞科之一。
截至2018年7月22日，WoRMS紀錄本亞科包括以下七個屬：
- Calcarovula C. N. Cate, 1973
- 黑田菱角螺屬 Kurodavolva Azuma, 1987
- 梭螺屬 Ovula Bruguière, 1789
- Pellasimnia Schilder, 1939
- 骗梭螺属 Phenacovolva Iredale, 1930
- 高砂菱角螺屬 Takasagovolva Azuma, 1974
- 菱角螺屬 Volva Röding, 1798：又名钝梭螺属[1]

異名
- Genus Amphiperas Herrmannsen, 1846 accepted as Ovula Bruguière, 1789
- Genus Birostra Swainson, 1840 accepted as Volva Röding, 1798
- Genus Birostris Fabricius, 1823 accepted as Volva Röding, 1798
- Genus Ovulum G. B. Sowerby I, 1828：是梭螺屬（Ovula Bruguière, 1789）的異名（錯誤詞性）。
- Genus Parlicium Schilder, 1939 accepted as Ovula Bruguière, 1789
- Genus Radius Montfort, 1810 accepted as Volva Röding, 1798

## 外部連結
- 維基物種上的相關：卵梭螺亞科